# Hôpital Bicêtre metróállomás
A Hôpital Bicêtre egy metróállomás Franciaországban, Párizsban a párizsi metró 14-es metróvonalán. Tulajdonosa és üzemeltetője a RATP.

## Metróvonalak
Az állomást az alábbi metróvonalak érintik:
- 14-es metróvonal

## Kapcsolódó állomások
A metróállomáshoz az alábbi állomások vannak a legközelebb:
- Maison Blanche (Saint-Denis Pleyel, 14-es metróvonal)
- Villejuif - Gustave Roussy (Aéroport d'Orly, 14-es metróvonal)